# Laila Riksaasen Dahl

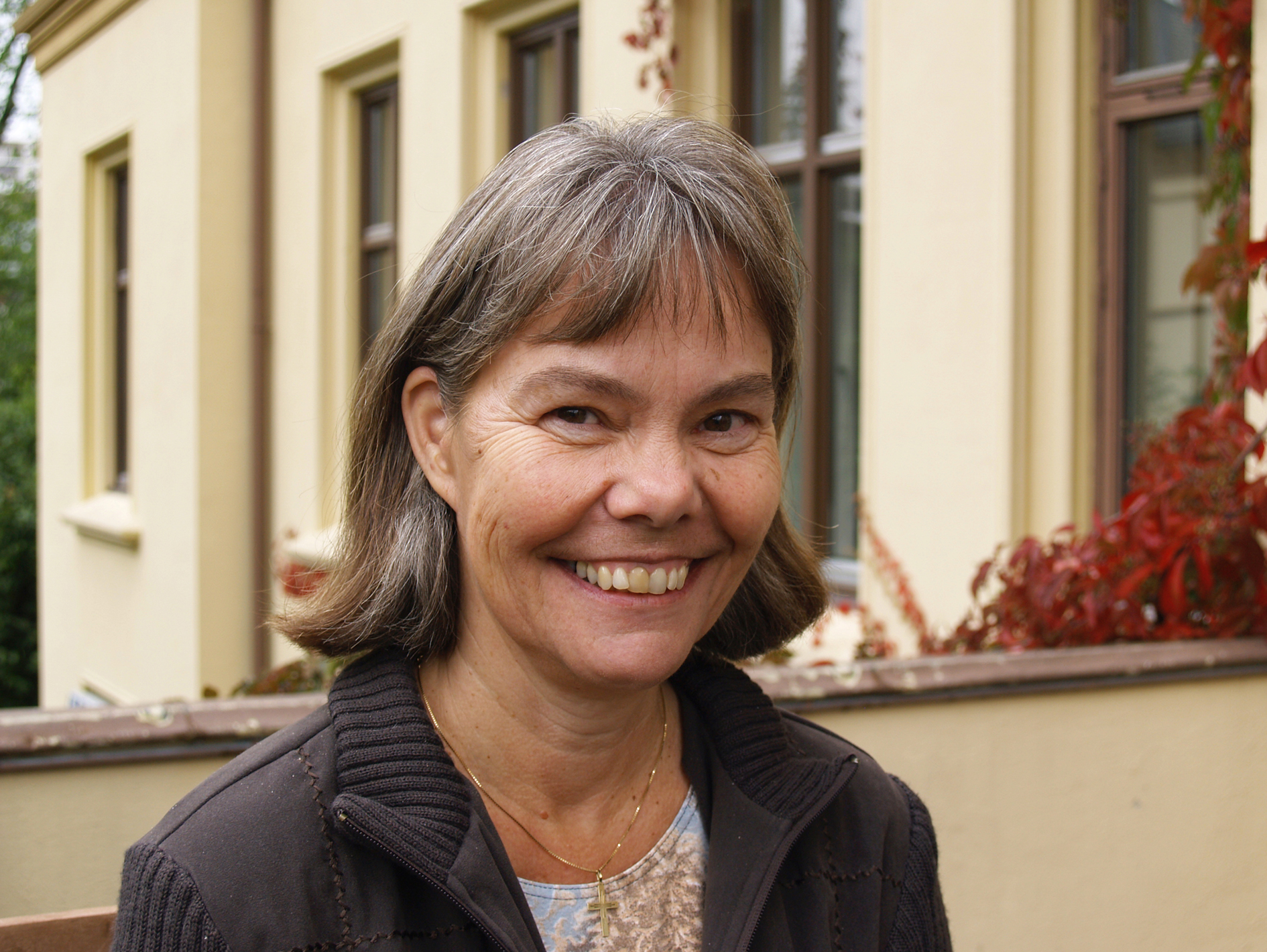
Laila Riksaasen Dahl

Laila Riksaasen Dahl (* 7. März 1947 in Oslo) ist eine norwegische lutherische Theologin und emeritierte Bischöfin der Norwegischen Kirche.
Dahl studierte an der Universität Oslo und graduierte 1970. Sie arbeitete als Lehrerin für Mathematik, Chemie und Religionslehre. 1984 wurde sie Lehrerin an der Theologischen Hochschule (Menighetsfakultetet) in Oslo. Dort begann sie 1986 ein erweitertes Theologiestudium, das sie 1990 abschloss. Von 1990 bis 1995 war sie als Assistentin (amanuensis) im Bereich Christliche Erziehung tätig. Zwischen 1995 und 2002 war sie erst als Vikarin und dann als Pastorin in Nittedal tätig.
Dahl wurde 2002 zur Bischöfin des Bistums Tunsberg ernannt und am 9. Februar 2003 geweiht. Sie war erst die zweite Frau im Bischofsamt in Norwegen. Im Sommer 2014 trat sie in den Ruhestand. Ihr Nachfolger Per Arne Dahl ist nicht mit ihr verwandt.